# Janieve Russell
Janieve Russell (* 14. November 1993 im Manchester Parish, Jamaika) ist eine jamaikanische Hürdenläuferin, die sich auf die 400-Meter-Distanz spezialisiert hat und wegen ihrer Sprintstärke auch in der 4-mal-400-Meter-Staffel und im 400-Meter-Lauf eingesetzt wird. Zu Beginn ihrer Karriere war sie auch im Hoch- und Weitsprung und im Siebenkampf aktiv.

## Sportliche Laufbahn
Erste internationale Erfahrungen sammelte Janieve Russell bei den CARIFTA-Games 2008 in Basseterre, bei denen sie mit 5,72 m die Silbermedaille im Weitsprung gewann und mit der jamaikanischen 4-mal-400-Meter-Staffel in 3:39,62 min siegreich war. Im Jahr darauf siegte sie bei den Spielen in Vieux Fort mit 6,06 m im Weitsprung sowie mit der 4-mal-100- und 4-mal-400-Meter-Staffel und sicherte sich mit 1,77 m auch die Bronzemedaille im Hochsprung. Im Weitsprung nahm sie anschließend an den Jugendweltmeisterschaften in Brixen teil und wurde dort mit einer Weite von 5,86 m Neunte. Zudem kam sie mit der Sprintstaffel (1000 Meter) im Vorlauf zum Einsatz. 2010 siegte sie mit 3825 Punkten im Fünfkampf bei den CARIFTA-Games in George Town. Bei den Zentralamerika- und Karibik-Juniorenmeisterschaften (CAC) in Santo Domingo siegte sie in 3:34,41 min mit der 4-mal-400-Meter-Staffel und gewann in 53,68 s die Silbermedaille im 400-Meter-Lauf. Anschließend schied sie bei den Juniorenweltmeisterschaften in Moncton mit 55,16 s im Halbfinale aus und gewann mit der Staffel in 3:32,24 min die Bronzemedaille. Bei den erstmals ausgetragenen Olympischen Jugendspielen in Singapur kam sie mit 5,83 m im Weitsprung auf den siebten Platz. 2011 siegte sie bei den CARIFTA-Games in Montego Bay 57,71 s erstmals im Hürdenlauf und war auch mit der 4-mal-400-Meter-Staffel siegreich. Bei den Panamerikanischen Juniorenmeisterschaften in Miramar gewann sie mit 5352 Punkten die Silbermedaille im Siebenkampf. 2012 siegte sie bei den CARIFTA-Games in Hamilton im Hürdenlauf und mit der Staffel, während sie sich mit 5,86 m im Weitsprung mit Silber begnügen musste. Anschließend siegte sie in 56,62 s bei den Juniorenweltmeisterschaften in Barcelona über 400 Meter Hürden und gewann in 3:32,97 min die Silbermedaille mit der Staffel hinter der Mannschaft aus den Vereinigten Staaten.
Zwei Jahre später nahm sie erstmals an den Commonwealth Games in Glasgow teil und gewann dort in 55,64 s die Bronzemedaille über 400 Meter Hürden hinter ihrer Landsfrau Kaliese Spencer und Eilidh Child aus Schottland. Zudem trug sie mit einem Einsatz im Vorlauf zum Sieg der jamaikanischen 4-mal-400-Meter-Stafette bei. 2015 qualifizierte sie sich für die Weltmeisterschaften in Peking, bei denen sie mit 54,65 s im Finale den fünften Platz belegte. Im Jahr darauf nahm sie an den Olympischen Spielen in Rio de Janeiro teil und wurde dort in 54,56 s im Finale Siebte. Bei den IAAF World Relays 2017 auf den Bahamas kam sie mit der 4-mal-400-Meter-Staffel in 3:28,49 min auf den dritten Platz. 2018 gelangte sie bei den Hallenweltmeisterschaften in Birmingham mit der Staffel bis in das Finale, wo sie aber disqualifiziert wurden. Im April nahm sie erneut an den Commonwealth Games im australischen Gold Coast teil und siegte dort in 54,33 s im Hürdenlauf sowie in 3:24,00 min mit der Staffel. Anschließend gewann sie bei den NACAC-Meisterschaften in Toronto in 53,81 s die Silbermedaille hinter der US-Amerikanerin Shamier Little. Zudem siegte sie zum Saisonende beim Continental-Cup in Ostrava in 53,62 s.
Bei den IAAF World Relays 2019 in Yokohama belegte sie in 3:28,30 min den fünften Platz in der 4-mal-400-Meter-Staffel und in der Mixed-Staffel schied sie mit 3:18,47 min im Vorlauf aus. Ende September startete sie dann in der Mixedstaffel bei den Weltmeisterschaften in Doha und verhalf der Mannschaft zum Finaleinzug und trug somit zum Gewinn der Silbermedaille hinter den Vereinigten Staaten bei. 2021 wurde sie bei den Anniversary Games in Gateshead in 54,66 s Dritte über 400 Meter Hürden und gelangte anschließend bei den Olympischen Sommerspielen in Tokio bis ins Finale und belegte dort mit neuer Bestleistung von 53,08 s den vierten Platz. Zudem gewann sie in der 4-mal-400-Meter-Staffel in 3:21,24 min gemeinsam mit Roneisha McGregor, Shericka Jackson und Candice McLeod die Bronzemedaille hinter den Teams aus den Vereinigten Staaten und Polen. Ende August wurde sie dann beim Meeting de Paris in 54,75 s Dritte. 2022 startete sie mit der Staffel bei den Hallenweltmeisterschaften in Belgrad und siegte dort in 3:28,40 min gemeinsam mit Junelle Bromfield, Roneisha McGregor und Stephenie Ann McPherson. Im Mai siegte sie in 54,09 s beim Puerto Rico International Athletics Classic und im Juni wurde sie bei der Golden Gala Pietro Mennea in 54,18 s Zweite. Im Juli schied sie bei den Weltmeisterschaften in Eugene mit 54,66 s im Halbfinale aus und gewann mit der 4-mal-400-Meter-Staffel in 3:20,74 min gemeinsam mit Candice McLeod, Stephenie Ann McPherson und Charokee Young die Silbermedaille hinter dem Team aus den Vereinigten Staaten. Anschließend verteidigte sie bei den Commonwealth Games in Birmingham in 54,14 s ihren Titel und wurde dann beim Herculis in 53,52 s Zweite, ehe sie bei den NACAC-Meisterschaften in Freeport in 54,87 s die Silbermedaille hinter ihrer Landsfrau Shiann Salmon gewann. Zudem gewann sie dort in 3:26,32 min gemeinsam mit Andrenette Knight, Junelle Bromfield und Shiann Salmon die Silbermedaille hinter den USA. Ende August wurde sie bei der Athletissima in 53,92 s Zweite und dann bei Weltklasse Zürich in 53,77 s Dritte.
2023 siegte sie in 53,65 s bei Spitzen Leichtathletik Luzern und wurde dann beim London Athletics Meet in 53,75 s Dritte. Im August belegte sie bei den Weltmeisterschaften in Budapest in 54,28 s im Finale den siebten Platz und gewann mit der Staffel in 3:20,88 min gemeinsam mit Candice McLeod, Nickisha Pryce und Stacey-Ann Williams die Silbermedaille hinter dem niederländischen Team. Daraufhin wurde sie bei der Xiamen Diamond League in 54,01 s Dritte und beim Memorial Van Damme in 53,80 s Zweite. Bei den World Athletics Relays 2024 auf den Bahamas sicherte sie der Mixed-Staffel einen Startplatz für die Olympischen Spiele in Paris. Anschließend wurde sie bei den Bislett Games in 55,07 s Dritte und schied im August bei den Olympischen Sommerspielen in Paris mit 54,65 s im Semifinale aus. Daraufhin wurde sie bei der Athletissima in 54,48 s Dritte.
In den Jahren 2015 und 2018 sowie von 2021 bis 2023 wurde Russell jamaikanische Meisterin im 400-Meter-Hürdenlauf.

## Persönliche Bestzeiten
- 400 Meter: 50,76 s, 9. Juli 2023 in Kingston
  - 400 Meter (Halle): 52,53 s, 19. Februar 2022 in Birmingham
- 400 m Hürden: 53,08 s, 4. August 2021 in Tokio
- Hochsprung: 1,80 m, 7. März 2009 in Kingston
- Weitsprung: 6,20 m (−1,4 m/s), 12. Juni 2010 in Spanish Town
- Siebenkampf: 5361 Punkte: 25. Juni 2011 in Kingston